# Valeri Simeonov
Valeri Simeonov Simeonov (en búlgaro: Валери Симеонов Симеонов; Dolni Chiflik, 14 de marzo de 1955) es un ingeniero, empresario y político búlgaro. Cofundador del Frente Nacional para la Salvación de Bulgaria, se desempeñó como Viceprimer Ministro de Bulgaria entre 2017 y 2018.

## Biografía
Nacido en Dolni Chiflik, en la provincia de Varna, marzo de 1955, posee una licenciatura en Ingeniería Eléctrica de la Universidad Técnica de Sofía. En la década de 1990 fundó la red de cable SKAT en la ciudad de Burgas, la cual abrió su propia cadena de canales de televisión, siendo una de las cadenas más vistas en el suroeste de Bulgaria.
En el campo político, primero se vinculó al partido político Unión Nacional Ataque, a través de su canal de televisión, pero pronto dejó el partido y retiró su apoyo a Volen Siderov en noviembre de 2009.
Fue elegido como miembro de la Asamblea Nacional en las elecciones legislativas de 2014, ocupando un escaño en la legislatura 2014-2017. Ese mismo año, fue nombrado como presidente del Consejo Búlgaro de Integración de Minorías Étnicas, que se ocupa de integrar las minorías locales turcas y romaníes. Sin embargo, fue destituido tras llamar a los romaníes unos "humanoides salvajes".
En mayo de 2017 fue nombrado como Viceprimer Ministro, a cargo de políticas económicas y demográficas, en el Gobierno de Boiko Borísov, cargo que ocupó hasta su renuncia en noviembre de 2018, tras semanas de protestas por una declaración controvertida que había hecho el 19 de octubre de 2018 con respecto a la madres de niños con discapacidad. Fue reemplazado en el cargo por su jefa de Gabinete, Mariyana Nikolova.